# Єйський півострів
46°32′00″ пн. ш. 38°00′00″ сх. д. / 46.53333° пн. ш. 38.00000° сх. д.
Є́йський піво́стрів — частина Кубано-Приазовскої низовини, територія Єйського району Краснодарського краю.
Омивається з трьох сторін водами Азовського моря — Єйським лиманом, Таганрозькою затокою, Ясенською затокою, Бейсузьким лиманом і відкритимтим Азовським морем. Рельєф переважно рівнинний. У море на декілька кілометрів виступають піщані коси — Єйська, Довга, Камишуватська.
У 2007 році мешканці міста та району виступили з ініціативою про надання Єйському півострову статусу федерального курорту.
| Росія | Це незавершена стаття з географії Росії. Ви можете допомогти проєкту, виправивши або дописавши її. |